# Kostaryka na Mistrzostwach Świata w Lekkoatletyce 2013
Kostaryka na Mistrzostwach Świata w Lekkoatletyce 2013 – reprezentacja Kostaryki podczas mistrzostw świata w Moskwie liczyła 1 zawodnika, który nie zdobył medalu.

## Występy reprezentantów Kostaryki
| Konkurencja            | Zawodnik    | Eliminacje | Eliminacje | Półfinał | Półfinał | Finał    | Finał   |
| Konkurencja            | Zawodnik    | Rezultat   | Pozycja    | Rezultat | Pozycja  | Rezultat | Pozycja |
| ---------------------- | ----------- | ---------- | ---------- | -------- | -------- | -------- | ------- |
| Bieg na 400 m mężczyzn | Nery Brenes | 46,16      | 23. Q      | 46,34    | 24.      | NQ       | NQ      |